# 마이클 일리치
마이클 일리치(영어: Michael Ilitch Sr., 1929년 7월 20일~2017년 2월 10일)는 미국의 기업가이자 국제 패스트푸드 프랜차이즈인 리틀 시저스 피자의 창립자이자 소유주였다.
디트로이트의 Cooley High School을 졸업했고, 미국 해병대서 4년간 복무하였다.
복무를 마치고 그는 상술한 리틀 시저스를 창립하였다.
그는 내셔널 하키 리그의 디트로이트 레드 윙스 와 메이저 리그 베이스볼의 디트로이트 타이거스를 소유하고 있었다.
또한 그는 디트로이트의 어는 NFL구장의 명명권 입찰에서 그가 결국 수주하여 해당 구장은 지금도 리틀 시저스 아레나로 운영된다.

일리치는 디트로이트 시내 도시재생 및 재개발의 중심에 있었다. 그는 폭스 극장을 구입, 개조하고 사업 본부를 그곳으로 이전하였다. 그는 또한 올림피아 엔터테인먼트 사를 소유하고 있었다. 마케도니아계 미국인 2세대인 그는 마리안 일리치 와 결혼했다.
현재 그가 소유했던 구단은 사후 그의 어느 아들이 승계하였다.